# Sphaeriestes cribricollis
Sphaeriestes cribricollis es una especie de coleóptero de la familia Salpingidae.

## Distribución geográfica
Habita en África.